# Te llevo en el corazón Tour
Gira que realizó Raphael, cantante español, entre el año 2010 y el 2011 para presentar su trabajo discográfico "Te llevo en el corazón". El trabajo incluye canciones como tangos, boleros y rancheras como tributo al continente americano.
La recepción de la gira fue muy positiva y exitosa, pues los conciertos dieron resultados óptimos al llenar los recintos en donde se celebraron los conciertos, Raphael terminó la gira en Madrid, España, donde también ofreció más de 20 conciertos seguidos durante el 2010 y el 2011, en el histórico Teatro Compac Gran Vía.

## Fechas de la Gira
| Día                      | Ciudad                          | País                 | Lugar                                          |
| ------------------------ | ------------------------------- | -------------------- | ---------------------------------------------- |
| 25 de noviembre de 2010  | Almería                         | España               | Teatro Auditorio Roquetas del Mar              |
| 26 de noviembre de 2010  | Almería                         | España               | Teatro Auditorio Roquetas del Mar              |
| 28 de noviembre de 2010  | Madrid                          | España               | Teatro Compac Gran Vía                         |
| 29 de noviembre de 2010  | Madrid                          | España               | Teatro Compac Gran Vía                         |
| 3 de diciembre de 2010   | Madrid                          | España               | Teatro Compac Gran Vía                         |
| 4 de diciembre de 2010   | Madrid                          | España               | Teatro Compac Gran Vía                         |
| 5 de diciembre de 2010   | Madrid                          | España               | Teatro Compac Gran Vía                         |
| 6 de diciembre de 2010   | Madrid                          | España               | Teatro Compac Gran Vía                         |
| 7 de diciembre de 2010   | Madrid                          | España               | Teatro Compac Gran Vía                         |
| 8 de diciembre de 2010   | Madrid                          | España               | Teatro Compac Gran Vía                         |
| 9 de diciembre de 2010   | Madrid                          | España               | Teatro Compac Gran Vía                         |
| 10 de diciembre de 2010  | Madrid                          | España               | Teatro Compac Gran Vía                         |
| 11 de diciembre de 2010  | Madrid                          | España               | Teatro Compac Gran Vía                         |
| 12 de diciembre de 2010  | Madrid                          | España               | Teatro Compac Gran Vía                         |
| 13 de diciembre de 2010  | Madrid                          | España               | Teatro Compac Gran Vía                         |
| 14 de diciembre de 2010  | Madrid                          | España               | Teatro Compac Gran Vía                         |
| 15 de diciembre de 2010  | Madrid                          | España               | Teatro Compac Gran Vía                         |
| 16 de diciembre de 2010  | Madrid                          | España               | Teatro Compac Gran Vía                         |
| 17 de diciembre de 2010  | Madrid                          | España               | Teatro Compac Gran Vía                         |
| 18 de diciembre de 2010  | Madrid                          | España               | Teatro Compac Gran Vía                         |
| 19 de diciembre de 2010  | Madrid                          | España               | Teatro Compac Gran Vía                         |
| 2 de febrero de 2011     | México D.F.                     | México               | Auditorio Nacional de México                   |
| 3 de febrero de 2011     | México D.F.                     | México               | Auditorio Nacional de México                   |
| 5 de febrero de 2011     | San Luis de Potosí              | México               | Plaza de Toros                                 |
| 8 de febrero de 2011     | Querétaro                       | México               | Auditorio Josefa Ortiz                         |
| 10 de febrero de 2011    | Monterrey                       | México               | Auditorio Banamex                              |
| 12 de febrero de 2011    | Zapopan                         | México               | Auditorio Telmex                               |
| 14 de febrero de 2011    | San José                        | Costa Rica           | Gimnasio Nacional de Costa Rica                |
| 16 de febrero de 2011    | Managua                         | Nicaragua            | Teatro Nacional Rubén Darío                    |
| 19 de febrero de 2011    | Iquique                         | Chile                | Estadio Cavancha                               |
| 15 de marzo de 2011      | Panamá                          | Panamá               | Teatro Anayansi                                |
| 17 de marzo de 2011      | Ciudad de Guatemala             | Guatemala            | Teatro Nacional del C.C. Miguel Ángel Asturias |
| 19 de marzo de 2011      | Miami                           | Estados Unidos       | Knight International Center                    |
| 20 de marzo de 2011      | San Juan                        | Puerto Rico          | Coliseo José Miguel Agrelot                    |
| 23 de marzo de 2011      | Bogotá                          | Colombia             | Teatro Jorge Eliécer Gaitán                    |
| 24 de marzo de 2011      | Bogotá                          | Colombia             | Teatro Jorge Eliécer Gaitán                    |
| 25 de marzo de 2011      | Medellín                        | Colombia             | Teatro Metropolitano de Medellín               |
| 26 de marzo de 2011      | Cali                            | Colombia             | Velódromo Alcides Nieto Patiño                 |
| 29 de marzo de 2011      | Manizales                       | Colombia             | Teatro Fundadores                              |
| 2 de abril de 2011       | Caracas                         | Venezuela            | Teatro Teresa Carreño                          |
| 3 de abril de 2011       | Caracas                         | Venezuela            | Teatro Teresa Carreño                          |
| 5 de abril de 2011       | Maracaibo                       | Venezuela            | Palacio de Eventos                             |
| 8 de abril de 2011       | Santo Domingo                   | República Dominicana | Teatro Nacional Eduardo Brito                  |
| 9 de abril de 2011       | Santo Domingo                   | República Dominicana | Teatro Nacional Eduardo Brito                  |
| 10 de abril de 2011      | New York                        | Estados Unidos       | Madison Square Garden                          |
| 12 de abril de 2011      | Tijuana                         | México               | El Foro                                        |
| 14 de abril de 2011      | Mérida                          | México               | Hacienda Chichi Suárez                         |
| 16 de abril de 2011      | Puebla                          | México               | Teatro Siglo XXI                               |
| 18 de abril de 2011      | Zacatecas                       | México               | Plaza de Armas Zacatecas                       |
| 27 de abril de 2011      | Moscú                           | Rusia                | Teatro del Palacio del Kremlin                 |
| 11 de mayo de 2011       | Buenos Aires                    | Argentina            | Teatro Gran Rex                                |
| 12 de mayo de 2011       | Buenos Aires                    | Argentina            | Teatro Gran Rex                                |
| 14 de mayo de 2011       | Córdoba                         | Argentina            | Orfeo Superdomo                                |
| 15 de mayo de 2011       | Mendoza                         | Argentina            | Auditorio Bustelo                              |
| 18 de mayo de 2011       | Montevideo                      | Uruguay              | Palacio Peñarol                                |
| 20 de mayo de 2011       | Concepción                      | Chile                | Suractivo                                      |
| 22 de mayo de 2011       | Temuco                          | Chile                | Teatro municipal de Temuco                     |
| 25 de mayo de 2011       | Talca                           | Chile                | Teatro regional de Maule                       |
| 27 de mayo de 2011       | Santiago de Chile               | Chile                | Movistar Arena                                 |
| 11 de junio de 2011      | Gijón (Asturias)                | España               | Palacio de los deportes la Guía                |
| 16 de junio de 2011      | Madrid                          | España               | Palacio de Deportes de la Comunidad de Madrid  |
| 18 de junio de 2011      | Linares (Jaén)                  | España               | Plaza de toros de Linares                      |
| 19 de junio de 2011      | Sevilla                         | España               | Auditorio Rocío Jurado                         |
| 1 de julio de 2011       | Fuengirola (Málaga)             | España               | Castillo de Sohail                             |
| 30 de julio de 2011      | Torrente (Valencia)             | España               | Parc Central                                   |
| 3 de agosto de 2011      | Real Sitio de San Ildefonso     | España               | Palacio Real de La Granja de San Ildefonso     |
| 4 de agosto de 2011      | Alicante                        | España               | Lucentum                                       |
| 6 de agosto de 2011      | Moguer (Huelva)                 | España               | Campo de los deportes de Moguer                |
| 12 de agosto de 2011     | Pinto (Madrid)                  | España               | Auditorio Parque Juan Carlos I                 |
| 13 de agosto de 2011     | Sitges (Barcelona)              | España               | Auritorio Meliá Sitges                         |
| 14 de agosto de 2011     | Calella de Palafrugell (Gerona) | España               | Festival de los Jardines de Cap Roing          |
| 20 de agosto de 2011     | Játiva (Valencia)               | España               | Campo de fútbol de la Murta                    |
| 2 de septiembre de 2011  | Mérida (Badajoz)                | España               | Teatro Romano de Mérida                        |
| 8 de septiembre de 2011  | Trujillo (Cáceres)              | España               | Patio de Armas del Castillo                    |
| 9 de septiembre de 2011  | Móstoles (Madrid)               | España               | Fiestas patronales de Móstoles                 |
| 10 de septiembre de 2011 | Valladolid                      | España               | Plaza Mayor                                    |
| 17 de septiembre de 2011 | Córdoba                         | España               | Teatro de la Axerquía                          |
| 21 de septiembre de 2011 | Tarragona                       | España               | Teatre Auditori Camp de Mart                   |
| 24 de septiembre de 2011 | Lorca (Murcia)                  | España               | Terraza del Hotel Los Jardines                 |
| 27 de septiembre de 2011 | Benidorm (Alicante)             | España               | Auditorio Julio Iglesias                       |
| 5 de octubre de 2011     | Oropesa del Mar (Castellón)     | España               | Pabellón Multiusos                             |
| 14 de octubre de 2011    | Palma de Mallorca               | España               | Auditorium de Palma de Mallorca                |
| 21 de octubre de 2011    | Torrelodones (Madrid)           | España               | Casino Gran Madrid, Sala Mandalay              |
| 22 de octubre de 2011    | Melilla                         | España               | Teatro Kursaal                                 |
| 23 de octubre de 2011    | Melilla                         | España               | Teatro Kursaal                                 |
| 29 de octubre de 2011    | Lérida                          | España               | La Lonja de Lérida                             |
| 30 de octubre de 2011    | Barcelona                       | España               | Gran Teatro del Liceo                          |
| 31 de octubre de 2011    | Barcelona                       | España               | Gran Teatro del Liceo                          |
| 3 de noviembre de 2011   | Valencia                        | España               | Palacio de Congresos de Valencia               |
| 5 de noviembre de 2011   | Barcelona                       | España               | Teatre-Auditori Sant Cugat                     |
| 12 de noviembre de 2011  | Albacete                        | España               | Palacio de Congresos de Albacete               |
| 18 de noviembre de 2011  | Granada                         | España               | Palacio de Congresos de Granada                |
| 22 de noviembre de 2011  | Murcia                          | España               | Auditorio Víctor Villegas                      |
| 25 de noviembre de 2011  | Zaragoza                        | España               | Auditorio Zaragoza                             |
| 27 de noviembre de 2011  | La Coruña                       | España               | Palacio de la Ópera de La Coruña               |
| 30 de noviembre de 2011  | Madrid                          | España               | Teatro Compac Gran vía                         |
| 1 de diciembre de 2011   | Madrid                          | España               | Teatro Compac Gran vía                         |
| 2 de diciembre de 2011   | Madrid                          | España               | Teatro Compac Gran vía                         |
| 3 de diciembre de 2011   | Madrid                          | España               | Teatro Compac Gran vía                         |
| 4 de diciembre de 2011   | Madrid                          | España               | Teatro Compac Gran vía                         |
| 7 de diciembre de 2011   | Madrid                          | España               | Teatro Compac Gran vía                         |
| 8 de diciembre de 2011   | Madrid                          | España               | Teatro Compac Gran vía                         |
| 9 de diciembre de 2011   | Madrid                          | España               | Teatro Compac Gran vía                         |
| 10 de diciembre de 2011  | Madrid                          | España               | Teatro Compac Gran vía                         |
| 11 de diciembre de 2011  | Madrid                          | España               | Teatro Compac Gran vía                         |
| 13 de diciembre de 2011  | Madrid                          | España               | Teatro Compac Gran vía                         |
| 14 de diciembre de 2011  | Madrid                          | España               | Teatro Compac Gran vía                         |
| 15 de diciembre de 2011  | Madrid                          | España               | Teatro Compac Gran vía                         |
| 16 de diciembre de 2011  | Madrid                          | España               | Teatro Compac Gran vía                         |
| 17 de diciembre de 2011  | Madrid                          | España               | Teatro Compac Gran vía                         |
| 18 de diciembre de 2011  | Madrid                          | España               | Teatro Compac Gran vía                         |